# Albrecht Jan Smiřický
Albrecht Jan Smiřický ze Smiřic (17. prosince 1594, Hrubá Skála – 18. listopadu 1618, Praha) byl český šlechtic z rodu Smiřických ze Smiřic. Jeho tehdejší autorita byla tak vysoká, že byl považován za možného kandidáta na českou královskou korunu.

## Původ
Narodil se jako nejmladší syn Zikmunda II. Smiřického ze Smiřic (1557–1608) z hruboskalské linie rodu a Hedviky Zajícové z Házmburka († 1610). Jeho starší bratr Jaroslav II. Smiřický ze Smiřic byl v letech 1608–1611 hlavou rodu. Smrtí dalšího bratra Jindřicha Jiřího (1592–1630) vymřel rod Smiřických ze Smiřic po meči.

## Život
Albrecht Jan navštěvoval gymnázium v lužickém Zhořelci a poté studoval na univerzitě v Heidelbergu. Poté, co v roce 1614 zemřel poslední člen náchodské větve rodu Smiřických, Albrecht Václav, stal se Albrecht Jan z hlediska dědičného práva nejstarším a zároveň jediným mužským členem rodu. Do jeho vlastnictví tak přešly majetky obou větví rodu a stal se tak jednoznačně nejbohatším z českých pánů.

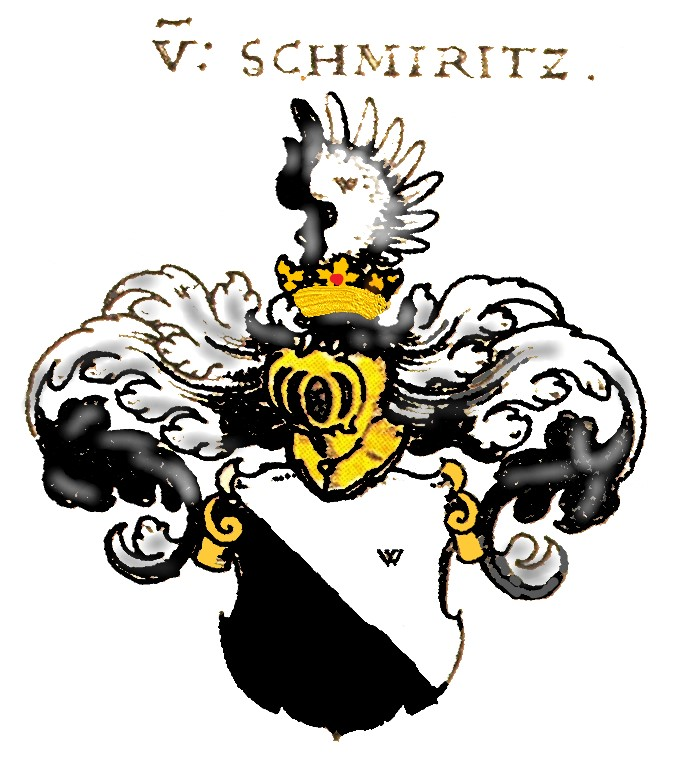
Erb rodu Smiřických ze Smiřic

Podnikl několik poznávacích cest, jeden rok strávil v Itálii. Na jedné ze svých cest se zasnoubil v roce 1617 s hraběnkou Amálii Alžbětou z Hanau-Münzbergu. Vzhledem ke skutečnosti, že s šlechtickým rodem z Hanau-Münzbergu neproběhla žádná předchozí jednání a Albrecht Jan se na dvoře v Hanau objevil zcela bez ohlášení, zapůsobila nabídka k sňatku zprvu velmi chaoticky, neboť jeho postavení v Čechách nebylo známo.
Albrechtova snoubenka Emilie Alžběta byla dcerou v roce 1612 zemřelého hraběte Filipa Ludvíka II. z Hanau-Münzbergu a jeho manželky Kateřiny Oranžské, která byla dcerou Viléma I. Oranžského, který v 16. století vedl boj Nizozemí proti Habsburkům. Hrabství Hanau-Münzberg spojovaly také úzké vazby s Rýnskou Falcí. Filip Ludvík II. byl námluvčím falckého kurfiřta a pozdějšího „zimního krále“ Fridricha Falckého u anglického královského dvora a přičinil se tak o jeho svatbu s princeznou Alžbětou Stuartovnou.
Plánovanou svatbou s Emilií Alžbětou by Albrecht Jan získal nejtěsnější vazby na nejvyšší představitele protestantské šlechty v německých zemích.

## Politika

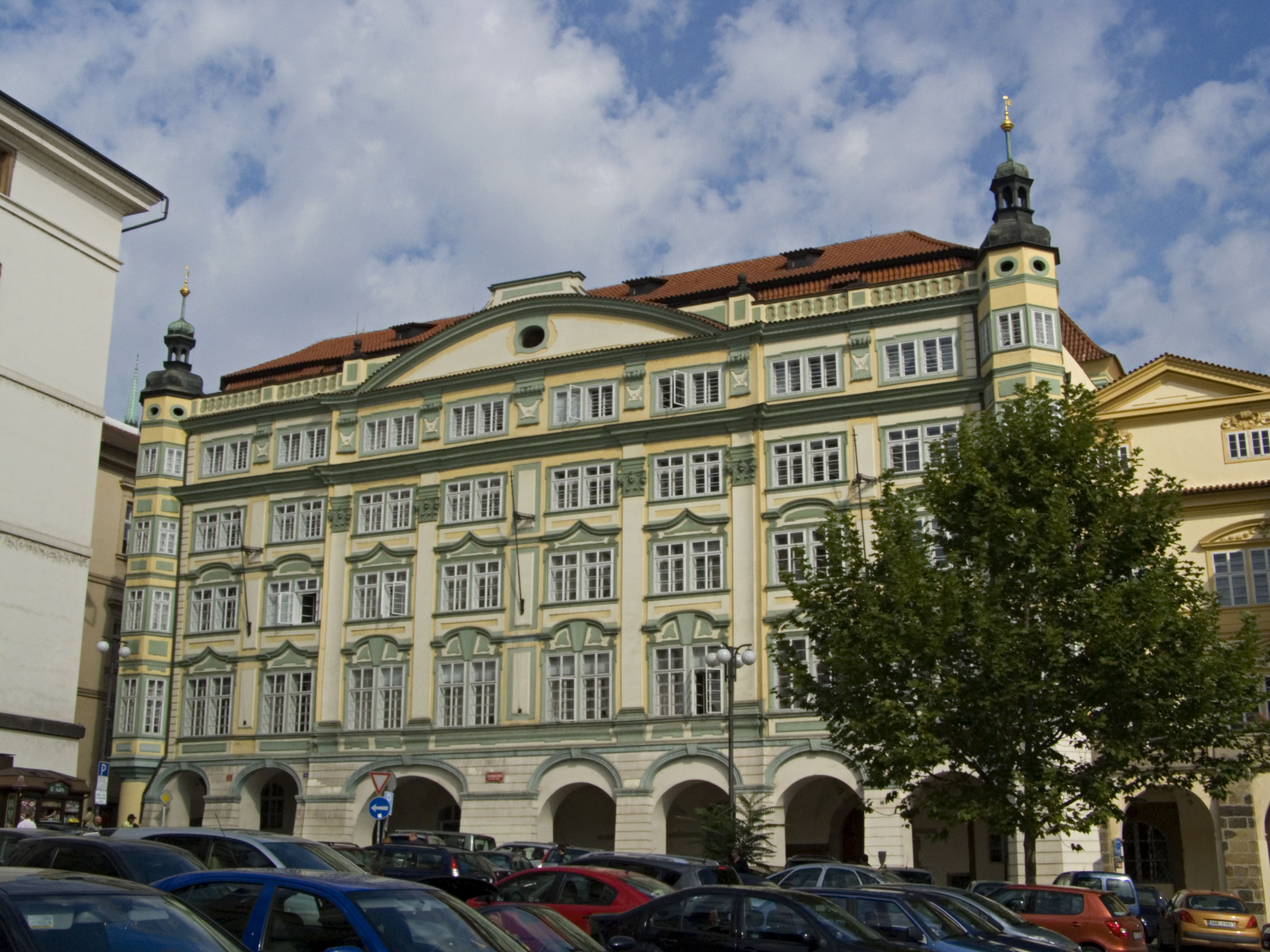
Palác Smiřických na Malostranském náměstí

Politicky se podílel na uzavření aliance mezi českými stavy, které měla za cíl získat větší moc a suverenitu ve vztahu k habsburským panovníkům.
Patřil k iniciátorům a vůdcům českého stavovského povstání. V jeho pražském paláci na Malé Straně došlo (22. května 1618) ke schůzce, kde se zrodil plán třetí pražské defenestrace. K té došlo o den později a Albrecht Jan se jí sám aktivně zúčastnil. Následně byla ustanovena prozatímní vláda 30 direktorů, které se sám stal členem. Krátce poté došlo k utváření stavovského vojska, ve kterém Albrecht Jan Smiřický financoval svůj vlastní regiment (asi 1000 mužů pěchoty).
Těmito postoji se stal vůdčí osobností stavovského povstání a řada šlechticů požadovala jeho zvolení českým králem.

## Majetek
Albrecht Jan Smiřický patřil k nejbohatším šlechticům. Majetek byl soustředěn ve středních a severovýchodních Čechách. V roce 1618 vlastnil jedenáct panství: Český Dub, Semily, Hrubá Skála, Kumburk, Hořice, Škvorec, Kostelec nad Černými lesy, Žlunice, Dymokury, Náchod a Uhříněves. Panství zahrnovala šest měst, 22 městeček a 475 vesnic. Celkem tam žilo 8077 osedlých, to znamená, že ze statků Smiřických pocházel téměř každý dvacátý osedlý.
V roce 1615 koupil od bratrů Hertvíka a Jana Skalského z Dubu tvrz Křenice s šesti vesnicemi, které se staly součástí kosteleckého a později uhříněveského panství.

## Úmrtí

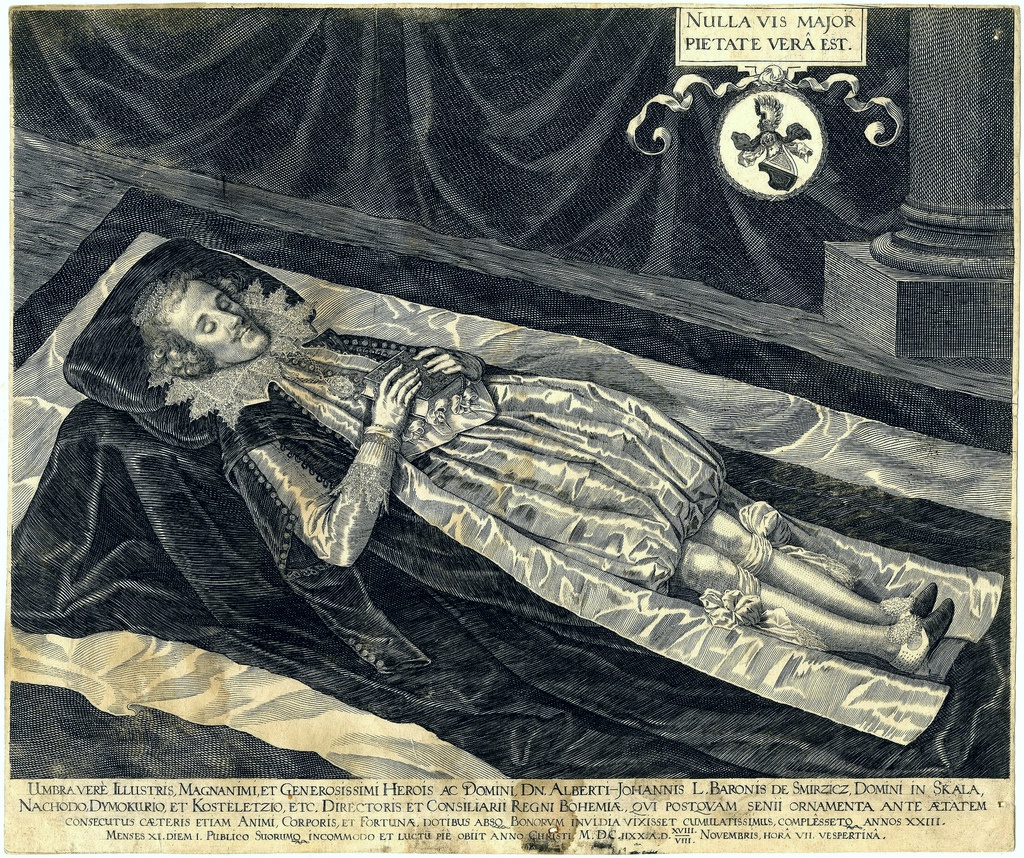
Sadelerova rytina Smiřického smrtelné postele

K nastávajícímu sňatku s Emilií Alžbětou však nedošlo, neboť Albrecht Jan Smiřický zemřel již 18. listopadu 1618. Příčinou jeho úmrtí byla pravděpodobně tuberkulóza. Jeho tělo bylo uloženo do rodinné hrobky v Kostelci nad Černými lesy. Majetky Albrechta Jana přešly do vlastnictví jeho sester Alžběty a Markéty Salomeny, po bitvě na Bílé Hoře je získal Albrecht z Valdštejna.

## Citát Golo Manna (německý historik)
„… pokud by vůbec někdo dokázal české stavovské povstání dovést k vítězství, byl by to Albrecht Jan Smiřický.“